# Encarsia lougae
Encarsia lougae är en stekelart som först beskrevs av Jean Risbec 1951.  Encarsia lougae ingår i släktet Encarsia och familjen växtlussteklar. Inga underarter finns listade i Catalogue of Life.